# John Ostrom
John Harold Ostrom (Nova Iorque, 18 de fevereiro de 1928 – Litchfield, 16 de julho de 2005) foi um paleontólogo, pesquisador e professor universitário norte-americano.
Ostrom revolucionou a compreensão moderna dos dinossauros e reacendeu o interesse acadêmico na pesquisa paleontológica, levando seu aluno Robert T. Bakker a cunhar o termo "renascimento dos dinossauros". Começando com a descoberta do Deinonychus em 1964, Ostrom desafiou a crença generalizada de que os dinossauros eram lagartos lentos (ou "saurianos") e pouco interessantes. Ele argumentou que o Deinonychus, um pequeno carnívoro bípede, teria movimentos rápidos e sangue quente.
Além disso, o trabalho de Ostrom fez os zoólogos questionarem se as aves deveriam ser consideradas uma ordem de Reptilia em vez de sua própria classe, Aves. A ideia de que os dinossauros eram semelhantes aos pássaros foi proposta pela primeira vez por Thomas Henry Huxley na década de 1860, mas foi rejeitada por Gerhard Heilmann em seu influente livro The Origin of Birds (1926). Antes do trabalho de Ostrom, acreditava-se que o desenvolvimento das aves havia se separado do desenvolvimento dos dinossauros.
Ostrom mostrou características mais semelhantes às das aves, comuns nos dinossauros, e provou que as próprias aves são na verdade um grupo de terópodes celurossauros, descendentes dos dinossauros. A primeira revisão abrangente de Ostrom sobre a osteologia e filogenia do pássaro primitivo Archaeopteryx foi feita em 1976. Ostrom pode acompanhar as descobertas de dinossauros emplumados no nordeste da China, confirmando suas teorias sobre os dinossauros serem progenitores de pássaros e a existência de dinossauros com plumagem emplumada.

## Biografia
Ostrom nasceu em Nova York em 1928 e cresceu em Schenectady. Como estudante de graduação de pré-medicina no Union College, ele originalmente pretendia se preparar para a faculdade de medicina para se tornar um médico como seu pai. No entanto, um curso eletivo em geologia e o livro de George Gaylord Simpson, The Meaning of Evolution, o inspiraram a mudar seus planos de carreira, e ele obteve seu diploma de bacharel em geologia em 1951. Como estudante de graduação e depois como assistente de pesquisa durante a década de 1950, ele aprendeu sobre paleontologia de vertebrados com Simpson e Edwin H. Colbert no Museu Americano de História Natural.
Ostrom se matriculou na Universidade de Columbia como estudante de pós-graduação sob seu orientador Ned Colbert, e obteve seu Ph.D. em 1960 com uma tese sobre hadrossauros norte-americanos que se baseava na coleção de crânios do AMNH. Em 1952 casou-se com Nancy Grace Hartman (m. 2003) e tiveram duas filhas, Karen e Alicia.

## Carreira
Ostrom lecionou por um ano no Brooklyn College em 1955 antes de ingressar no corpo docente do Beloit College no ano seguinte. Em 1961 aceitou uma cátedra na Universidade de Yale, onde permaneceu ao longo de sua carreira. Como novo professor em Yale, Ostrom foi nomeado curador assistente de paleontologia de vertebrados no Museu Peabody de História Natural e tornou-se curador emérito em 1971. Ao longo de sua carreira, Ostrom liderou e organizou expedições de caça de fósseis a Wyoming e Montana, editou o American Journal of Science, publicou mais de uma dúzia de livros para o público popular e leigo e recebeu vários prêmios e honrarias.

## Últimos anos
Oficialmente, Ostrom se aposentou de Yale em 1992, mas continuou a escrever e a trabalhar com pesquis como professor emérito da instituição até sua saúde se fragilizar. Ostrom morreu em 16 de julho de 2005, em Litchfield, aos 77 anos, devido a complicações relacionadas à Doença de Alzheimer.

## Principais descobertas
No campo da paleontologia, Ostrom é responsável pelas seguintes descobertas:

### Hadrossauros

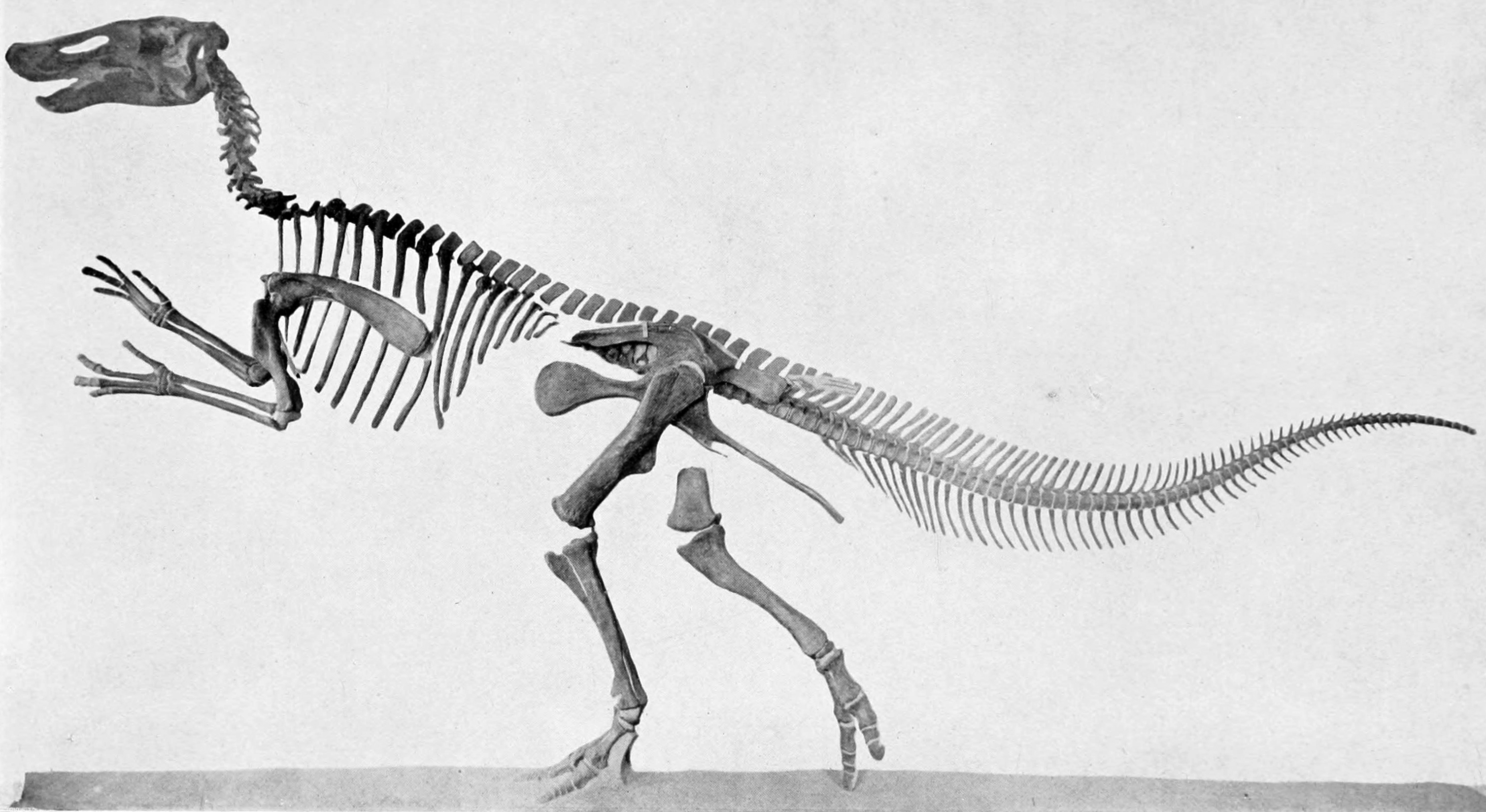
Esqueleto do hadrossauro Anatossauro (agora E. annectens) parátipo YPM 2182 no Museu da Universidade de Yale mostrando sua postura ereta.

O trabalho de Ostrom alcançou atenção internacional pela primeira vez com seus estudos sobre o aparelho nasal dos hadrossauros, que não havia sido explicado de forma convincente no início dos anos 1960. Examinando os aparatos olfativos dos répteis modernos e fazendo comparações por meio da morfologia comparativa, Ostrom concluiu que os hadrossauros provavelmente desenvolveram um olfato apurado por um alongamento das passagens nasais em longas câmaras que contornavam o crânio e eram protegidas por cristas ósseas. Ele especulou em um artigo posterior que os hadrossauros precisavam de um olfato tão apurado como defesa contra dinossauros carnívoros maiores, dos quais o plano corporal dos hadrossauros tinha pouco em termos de armadura e velocidade.
Essa hipótese levou Ostrom a concluir ainda que a ecologia dos hadrossauros era mais provável que fosse a de solo seco do que ambientes aquáticos pantanosos, que se pensava ser o caso na época. Essa ideia foi justificada por um artigo de 1922 que Ostrom redescobriu em 1964, que descrevia o conteúdo estomacal de um espécime mumificado do hadrossauro Anatossauro, que incluía agulhas de coníferas, galhos, frutas e sementes, matéria vegetal que seria consumida em ambiente terrestre.
A leitura de Ostrom dos rastros fossilizados de Hadrosaurus também o levou à conclusão de que esses dinossauros com bico de pato viajavam em manadas.

### Dinossauros de sangue quente
Devido em grande parte à sua pesquisa anterior sobre hadrossauros - e sua conclusão de que eles provavelmente eram animais terrestres eretos, em vez de lagartos lentos e presos ao pântano - Ostrom foi um dos primeiros paleontólogos a entender as implicações da quantidade de energia necessária animais tão grandes (e seus predadores ainda maiores, como o Tyrannosaurus rex) para ficar de pé e se mover ereto. Na primeira Convenção Paleontológica da América do Norte, realizada no Chicago Field Museum em 1969, Ostrom se manifestou contra a sabedoria aceita de que os climas mesozóicos eram universalmente tropicais e que tais climas quentes seriam necessários para sustentar grandes animais com metabolismos semelhantes aos dos lagartos. Ostrom apoiou esse ponto de vista observando a correlação da postura ereta e locomoção com o alto metabolismo e temperatura corporal em mamíferos e aves modernos, afirmando que essa relação não pode ser acidental.
A observação de que os dinossauros, considerados uniformemente de sangue frio na época, não podiam ser usados como indicadores de paleoclima foi validada em 1973 com a descoberta de fósseis de hadrossauros acima do círculo ártico canadense Cretáceo pelo paleontólogo canadense Dale Russell. A reavaliação de Ostrom dos dinossauros como endotérmicos foi considerada radical na época, mas sua capacidade de resolver contradições notáveis na fisiologia dos dinossauros atraiu imediatamente muitos seguidores e seria apoiada por muitas descobertas futuras.

### Deinonychus
Sua descoberta de fósseis adicionais de Deinonychus em 1964 é considerada uma das descobertas fósseis mais importantes da história. Deinonychus era um predador ativo que claramente matava sua presa pulando e cortando ou esfaqueando com sua "garra terrível", o significado do nome do gênero do animal. A evidência de um estilo de vida verdadeiramente ativo incluía longas cordas de músculo correndo ao longo da cauda, tornando-se um contrapeso rígido para pular e correr. A conclusão de que pelo menos alguns dinossauros tinham um metabolismo alto e, portanto, eram, em alguns casos, de sangue quente, foi popularizada por seu aluno Robert T. Bakker. Isso ajudou a mudar a impressão dos dinossauros como os lagartos lentos, lentos e de sangue frio que prevaleceram desde a virada do século.
As implicações do Deinonychus mudaram as representações dos dinossauros tanto por ilustradores profissionais quanto percebidas pelos olhos do público. A descoberta também é creditada por desencadear o " renascimento dos dinossauros ", um termo cunhado em uma edição de 1975 da Scientific American por Bakker para descrever os debates renovados que causam um influxo de interesse na paleontologia. O "renascimento" durou da década de 1970 até o presente e dobrou a diversidade de dinossauros registrada.

### Archaeopteryxe a origem do voo
O interesse de Ostrom na conexão dinossauro-pássaro começou com seu estudo do que hoje é conhecido como o Arqueopteryx de Haarlem. Descoberto em 1855, foi na verdade o primeiro espécime recuperado, mas, incorretamente rotulado como Pterodactylus crassipes, definhou no Museu Teylers na Holanda, até que o artigo de Ostrom de 1970 (e a descrição de 1972) o identificou corretamente como um dos oito "primeiros pássaros" (contando a pena solitária).

## Influência cultural
O trabalho de John Ostrom sobre a morfologia funcional dos dinossauros descobriu que as garras e as cicatrizes dos tendões na cauda indicariam uma posição de corrida. E assim toda a postura dos dinossauros bípedes mudou para uma de predadores ágeis, velozes e temíveis. Isso inspirou uma nova geração de filmes de dinossauros e também museus em todo o mundo mudaram suas exibições de ossos de dinossauros.
Em 1966, John H. Ostrom foi fundamental no estabelecimento do Dinosaur State Park em Rocky Hill, Connecticut ("porque o governador foi assediado por cartas de crianças em idade escolar influenciadas pela dinomania por Ostrom").

## Locais de escavação de dinossauros
John Ostrom montou um local de escavação em tempo integral na Big Horn Basin, Wyoming, na década de 1960, e passou muito tempo cavando em Rocky Hill.

## Classificação científica
- Em 1970, John Ostrom deu ao Microvenator celer seu nome formal (que significa "pequeno caçador rápido").
- Também em 1970, ele nomeou o Tenontosaurus tilletti (que significa "lagarto do tendão").
- Em 1993, James Kirkland, Robert Gaston e Donald Burge nomearam um fóssil Utahraptor ostrommaysorum para John Ostrom e Chris Mays. O maior exemplo descoberto desta espécie tem 23 pés de comprimento e um peso vivo estimado em mais de 1000 libras.
- Em 1998, Catherine Forster nomeou um fóssil Rahonavis ostromi (que significa " ameaça de Ostrom das nuvens ") em homenagem a John Ostrom. O fóssil é o de uma criatura alada primitiva com uma envergadura de dois pés, penas e uma garra em forma de foice em seu segundo dedo projetado para cortar presas, semelhante ao Deinonychus e Archaeopteryx.
- Em 2017, Ostromia (um novo gênero nomeado para o espécime de Haarlem, anteriormente de Archaeopteryx ) foi nomeado em sua homenagem.